# Lawngtlai (Distrikt)
Der Distrikt Lawngtlai ist ein Distrikt im indischen Bundesstaat Mizoram. Verwaltungssitz ist die gleichnamige Stadt Lawngtlai.

## Geografie
Der Distrikt Lawngtlai liegt im Süden Mizorams an der Grenze zu Bangladesch und Myanmar. Die Fläche des Distrikts beträgt 2557 Quadratkilometer. Nachbardistrikte sind Lunglei im Norden und Saiha im Osten. Im Süden grenzt der Distrikt an Myanmar und im Westen an Bangladesch.

## Geschichte
Im späten 19. Jahrhundert eroberten die Briten die Region und das Gebiet wurde ein Teil von Assam. Im Zweiten Weltkrieg lag das Gebiet nahe der Front zwischen Briten und Japanern. Nach der indischen Unabhängigkeit vollzog Assam 1949 den Anschluss an Indien. Später wurde Assam in verschiedene Bundesstaaten aufgesplittert und das Gebiet ein Teil des neuen Bundesstaats Mizoram. Der Distrikt gehörte ursprünglich zum Distrikt Mizo. Dieser wurde 1976 in die drei neuen Distrikte Aizawl, Chhimtuipui und Lunglei aufgespalten. Lawngtlai war Teil des Distrikts Chhimtuipui. Im Jahr 1998 wurde der damalige Distrikt Chhimtuipui in die neuen Distrikte Lawngtlai und Saiha aufgeteilt. Seither ist der Gebietsstand unverändert geblieben.

## Bevölkerung
Nach der Volkszählung 2011 hat der Distrikt Lawngtlai 117.894 Einwohner. Bei 46 Einwohnern pro Quadratkilometer ist der Distrikt nur dünn besiedelt. Der Distrikt ist überwiegend ländlich geprägt. Von den 117.894 Bewohnern wohnen 97.064 Personen (82,33 %) auf dem Land und 20.830 Menschen in städtischen Gemeinden.
Der Distrikt Lawngtlai gehört zu den Gebieten Indiens, die fast gänzlich von Angehörigen der „Stammesbevölkerung“ (scheduled tribes) besiedelt sind. Zu ihnen gehörten (2011) 112.354 Personen (95,30 Prozent der Distriktsbevölkerung). Zu den Dalit (scheduled castes) gehörten 2011 nur 146 Menschen (0,10 Prozent der Distriktsbevölkerung).

### Bevölkerungsentwicklung
Wie überall in Indien wächst die Einwohnerzahl im Distrikt Lawngtlai seit Jahrzehnten stark an. Die Zunahme betrug in den Jahren 2001–2011 fast 35 Prozent (34,59 %). In diesen zehn Jahren nahm die Bevölkerung um über 30.000 Menschen zu. Die Entwicklung verdeutlicht folgende Tabelle:

### Bedeutende Orte
Im Distrikt gibt es mit dem Distrikthauptort Lawngtlai (20.830 Bewohner) nur einen Ort mit mehr als 10000 Einwohnern.

### Bevölkerung des Distrikts nach Geschlecht
Der Distrikt hatte – für Indien üblich – stets mehr männliche als weibliche Einwohner. Zwischen 1971 und 1981 hat sich der Anteil der Männer stark erhöht. Doch in den letzten Jahren sinkt der Männerüberschuss wieder. Bei den jüngsten Bewohnern (unter 7 Jahren) liegen die Anteile beider Geschlechter bei 50,85 % männlichen zu 49,15 % weiblichen Geschlechts.
| Verteilung der Bevölkerung nach Geschlecht im Distrikt Lawngtlai |                   |                   |                   |                   |                   |                   |                   |                   |                   |                   |
|                                                                  | Volkszählung 1971 | Volkszählung 1971 | Volkszählung 1981 | Volkszählung 1981 | Volkszählung 1991 | Volkszählung 1991 | Volkszählung 2001 | Volkszählung 2001 | Volkszählung 2011 | Volkszählung 2011 |
| Anzahl                                                           | Anteil            | Anzahl            | Anteil            | Anzahl            | Anteil            | Anzahl            | Anteil            | Anzahl            | Anteil            |                   |
| GESAMT                                                           | 29.367            | 100 %             | 44.277            | 100 %             | 64.946            | 100 %             | 87.592            | 100 %             | 117.894           | 100 %             |
| Männer                                                           | 14.887            | 50,69 %           | 23.539            | 53,16 %           | 34.171            | 52,61 %           | 45.877            | 52,37 %           | 60.599            | 51,40 %           |
| Frauen                                                           | 14.480            | 49,31 %           | 20.738            | 46,84 %           | 30.775            | 47,39 %           | 41.715            | 47,63 %           | 57.295            | 48,60 %           |

### Bevölkerung des Distrikts nach Sprachen
Die Bevölkerung des Distrikts Lawngtlai ist sprachlich sehr gemischt. Im Gegensatz zu anderen Regionen des Bundesstaats Mizoram dominiert hier keine Volksgruppe. Den stärksten drei Sprachgruppen Chakma, Pawi und Mizo/Lushai gehören dennoch rund 80 Prozent der Einwohnerschaft an. Im R.D. Block Chawngte sind 37.803 Personen (83,44 Prozent der Bewohner) Chakma. Im R.D. Block Lawngtlai sind 17.798 Personen (45,96 Prozent der Bewohner) Mizo/Lushai und 8.952 Personen (23,12 Prozent der Bewohner) Pawi. Im R.D. Block Sangau sind 15.719 Personen (93,91 Prozent der Bewohner) Pawi. Und im R.D. Block South Bungtlang sind 5.772 Personen (33,70 Prozent der Bewohner) Chakma, 3.503 Personen (20,45 Prozent der Bewohner) Mizo/Lushai, 2.261 Personen (13,20 Prozent der Bewohner) Kokborok und 1.844 Personen (10,76 Prozent der Bewohner) Riang. Alle von mehr als 500 Personen gesprochene Sprachen zeigt die folgende Tabelle:
| Jahr                                   | Chakma | Chakma | Pawi   | Pawi  | Lushai | Lushai | Riang | Riang | Kokborok | Kokborok | Bengali | Bengali | Hindi | Hindi | Gesamt  | Gesamt   |
| Jahr                                   | Zahl   | %      | Zahl   | %     | Zahl   | %      | Zahl  | %     | Zahl     | %        | Zahl    | %       | Zahl  | %     | Zahl    | %        |
| -------------------------------------- | ------ | ------ | ------ | ----- | ------ | ------ | ----- | ----- | -------- | -------- | ------- | ------- | ----- | ----- | ------- | -------- |
| 2011                                   | 46.309 | 39,28  | 24.710 | 20,96 | 23.096 | 19,59  | 5.780 | 4,90  | 2.730    | 2,32     | 789     | 0,67    | 606   | 0,51  | 117.894 | 100,00 % |
| Quelle: Ergebnis der Volkszählung 2011 |        |        |        |       |        |        |       |       |          |          |         |         |       |       |         |          |

### Bevölkerung des Distrikts nach Bekenntnissen
Die tibetoburmanischen Bewohner sind in den letzten 100 Jahren fast gänzlich zum Christentum übergetreten. Die bedeutendsten Gemeinschaften innerhalb des Christentums sind die Presbyterianer (Reformierte), Baptisten und Katholiken. Die Chakma dagegen sind zu mehr als 90 Prozent Buddhisten wie die Einwohner im nahen Myanmar. Die Hindus und Muslime bilden kleinere religiöse Minderheiten und sind hauptsächlich Zugewanderte aus anderen Regionen Indiens und aus Bangladesch. Die genaue religiöse Zusammensetzung der Bevölkerung zeigt folgende Tabelle:
| Jahr                                   | Buddhisten | Buddhisten | Christen | Christen | Hindus | Hindus | Jainas | Jainas | Muslime | Muslime | Sikhs | Sikhs | Andere | Andere | keine Angaben | keine Angaben | Gesamt  | Gesamt   |
| Jahr                                   | Zahl       | %          | Zahl     | %        | Zahl   | %      | Zahl   | %      | Zahl    | %       | Zahl  | %     | Zahl   | %      | Zahl          | %             | Zahl    | %        |
| -------------------------------------- | ---------- | ---------- | -------- | -------- | ------ | ------ | ------ | ------ | ------- | ------- | ----- | ----- | ------ | ------ | ------------- | ------------- | ------- | -------- |
| 2011                                   | 51.549     | 43,72      | 63.892   | 54,19    | 1.668  | 1,41   | 122    | 0,10   | 522     | 0,44    | 52    | 0,04  | 2      | 0,00   | 87            | 0,07          | 117.894 | 100,00 % |
| Quelle: Ergebnis der Volkszählung 2011 |            |            |          |          |        |        |        |        |         |         |       |       |        |        |               |               |         |          |

## Bildung
Dank bedeutender Anstrengungen ist das Ziel der vollständigen Alphabetisierung im städtischen Bereich fast erreicht. Auf dem Land können nur rund 60 Prozent lesen und schreiben. Typisch für indische Verhältnisse sind die starken Unterschiede zwischen den Geschlechtern und der Stadt-/Landbevölkerung. Die Alphabetisierung liegt weit unter dem Durchschnitt von Mizoram.
| Alphabetisierung im Distrikt Lawngtlai |                   |                   |
| Einheit                                | Volkszählung 2011 | Volkszählung 2011 |
| Einheit                                | Anzahl            | Anteil            |
| GESAMT                                 | 62.861            | 65,88 %           |
| Männer                                 | 36.444            | 74,12 %           |
| Frauen                                 | 26.417            | 57,12 %           |
| STADT GESAMT                           | 16.939            | 95,66 %           |
| Stadt-Männer                           | 8.800             | 96,97 %           |
| Stadt-Frauen                           | 8.139             | 94,28 %           |
| LAND GESAMT                            | 45.922            | 59,10 %           |
| Land-Männer                            | 27.644            | 68,95 %           |
| Land-Frauen                            | 18.278            | 48,60 %           |
| Quelle: Ergebnis der Volkszählung 2011 |                   |                   |

## Verwaltung
Der Distrikt war bei der letzten Volkszählung 2011 in vier Sub-Divisions (C.D. Blocks) aufgeteilt.:
| Bevölkerung in den Sub-Divisions |          |          |           |           |        |         |                 |                 |
|                                  | Chawngte | Chawngte | Lawngtlai | Lawngtlai | Sangau | Sangau  | South Bungtlang | South Bungtlang |
| Anzahl                           | Anteil   | Anzahl   | Anteil    | Anzahl    | Anteil | Anzahl  | Anteil          |                 |
| GESAMT                           | 45.307   | 100 %    | 38.722    | 100 %     | 16.739 | 100 %   | 17.126          | 100 %           |
| Männer                           | 23.457   | 51,77 %  | 19.857    | 51,28 %   | 8.438  | 50,41 % | 8.847           | 51,66 %         |
| Frauen                           | 21.850   | 48,23 %  | 18.865    | 48,72 %   | 8.301  | 49,59 % | 8.279           | 48,34 %         |
| Stadt                            | 0        | 0 %      | 20.830    | 53,79 %   | 0      | 0 %     | 0               | 0 %             |
| Land                             | 45.307   | 100 %    | 17.892    | 46,21 %   | 16.739 | 100 %   | 17.126          | 100 %           |